# Jeux d'artifices
Jeux d'artifices est un film français réalisé par Virginie Thévenet, sorti en 1987.

## Synopsis
Elisa et Eric sont deux adolescents orphelins. Pour vivre, ils transforment leur appartement de banlieue en studio-photo, où ils travaillent presque coupés du monde. Ils n’ont qu’un seul ami, Jacques ; puis arrive Stan, un américain dont s’éprend Elisa, et tout change.

## Fiche technique
- Titre : Jeux d'artifices
- Réalisation : Virginie Thévenet
- Scénario : Virginie Thévenet
- Production : Claude-Éric Poiroux
- Photographie : Pascal Marti
- Assistant opérateur : Darius Khondji
- Décors : Yan Arlaud et David Rochline
- Costumes : Stéphane Seguin et Friquette Thévenet
- Son : Pierre Donnadieu
- Montage : Hervé de Luze et Jacqueline Mariani
- Mixage : François Groult
- Musique : André Demay
- Pays d'origine : France
- Société de production : Forum Distribution
- Format : Couleurs - 1,66:1 - Dolby Digital - 35 mm
- Genre : comédie
- Durée : 99 minutes
- Date de sortie : France : 18 mars 1987

## Distribution
- Myriam David : Elisa
- Gaël Seguin : Eric
- Ludovic Henry : Jacques
- Dominic Gould : Stan
- Andrée Putman : Mme Jean
- Friquette Thévenet : Friquette
- Eva Ionesco : Eva
- Arielle Dombasle : Arielle
- Claude Chabrol : le père de Jacques
- Étienne Daho : Etienne
- Farida Khelfa : Farida
- Philippe Collin : le père
- Marco Prince : Napoléon
- Ariel Genet : Al Johnson
- Dimitri de Gunzbourg : le pirate
- Yamil Le Parc : le matador
- Claude Sabbah : Darius
- Siobhan Taylor : Rosanna
- Michou de Bonnerive : la concierge
- Maud Molyneux : Mme Duval
- François Baudot : le notaire
- Paquita Paquin : la cliente-photos
- Marie Beltrami : la buraliste
- Dominique Larger : l'huissier
- Frédéric Mitterrand : le présentateur télé
- Virginie Thévenet : Chérubin
- Swann Arlaud : un enfant

## Appréciation critique
« Les héros de Virginie Thévenet sont frère et sœur, leur mère vient de mourir, leur père est un lointain indifférent. Ils se laissent vivre, laissent aux autres le soin de les prendre en charge, et comme ils sont beaux ça marche. Ils habitent chez un musicien absent un appartement luxueux qui tient de la caverne d'Ali Baba et du magasin des accessoires. La fille prépare le conservatoire de chant, le garçon fait des photos peintes avec comme modèles sa sœur et des gens de rencontre, lui qui ne sort jamais. Enfermés dans cet antre, lui et elle à eux deux, ils sont la terre entière et tout l'amour du monde. Ils viennent tout droit de chez Jean Cocteau et sont les répliques fin de siècle de ses Enfants terribles. »

— Colette Godard, Le Monde, 25 mars 1987

## Autour du film
- Les Enfants terribles de Cocteau revisités.
- Les photos vues dans le film ont été réalisées par Pierre et Gilles.